# NGC 4565

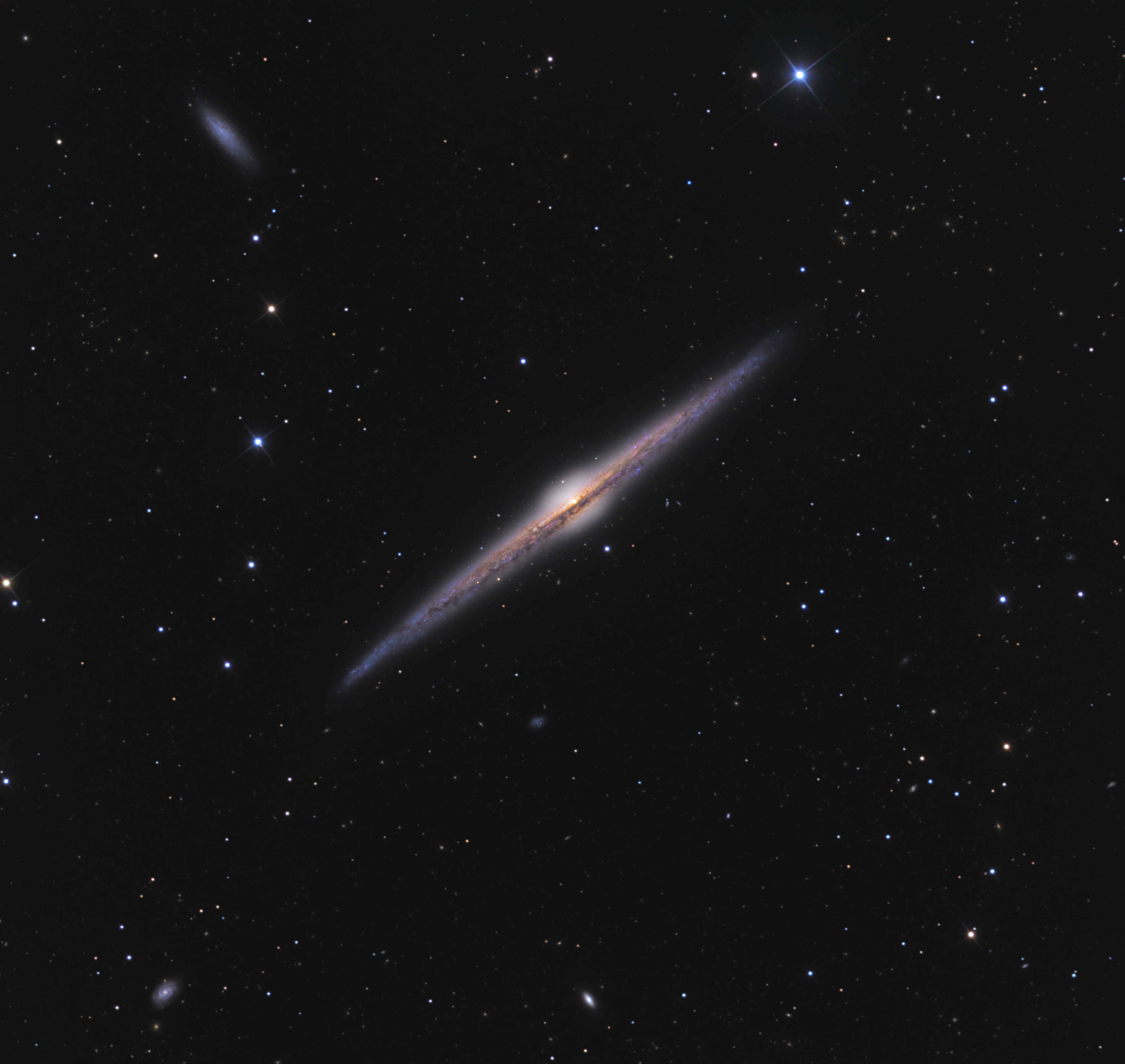
NGC 4565

NGC 4565 (Caldwell 38 sau Galaxia Acului) este o galaxie spirală aflată la aproximativ 30-50 de milioane de ani-lumină în constelația Părul Berenicei. 